# Bech est de retour
Bech est de retour (titre original en anglais : Bech Is Back) est un roman de l'écrivain américain John Updike publié initialement en octobre 1982 aux États-Unis et en français le 1er septembre 1984 aux éditions Gallimard. Composé de sept chapitres distincts, il constitue le second volume du cycle Bech mettant en scène la vie du personnage Henry Bech.

## Écriture du roman
John Updike avec Bech est de retour, publié en 1982 soit douze ans après le premier volume Bech voyage (1970), donne une suite au récit de la vie de son personnage d'écrivain New Yorkais, Henry Bech, lequel constitue un pendant intellectuel à Rabbit Angstrom, le héros central de la tétralogie homonyme dont il vient de publier, avec succès,, le troisième volume Rabbit est riche l'année précédente, et surtout un alter-ego fictionnel.
Le livre est composé, comme le premier volume de sept chapitres distincts, écrits entre 1974 et en novembre 1981, c'est-à-dire durant une période de divorce et de remariage de Updike, avec dans l'ordre d'écriture : Australie et Canada (mai 1974), Bech « tiers-mondise » (décembre 1974), Trois illuminations dans la vie d'un auteur américain (mai 1978), La Terre Sainte (janvier 1979), Macbech (juin 1981), Bech époux (juillet-août 1981), Blanc sur blanc (novembre 1981).

## Résumé

### Trois illuminations dans la vie d'un auteur américain
Bien qu'il n'ait plus écrit de roman depuis de nombreuses années et procrastine sur l'écriture de Penser grand, Henry Bech continue à vivre des rééditions de ses livres à succès de la décennie précédente et de conférences données dans des institutions ou devant des auditoires de piètre qualité. Il reste un écrivain américain relativement reconnu mais quelque peu de seconde zone, apprécié toutefois par quelques fidèles lecteurs qui ont suivi l'évolution progressive de son travail, comme un certain Marvin Federbusch de Cedear Meadow en Pennsylvanie qui depuis ses débuts lui envoie tous les exemplaires de ses livres (ainsi que leurs traductions étrangères) pour dédicaces, avec enveloppes de retour. À l'occasion d'une conférence à proximité de cette localité, Bech décide pour tuer le temps de faire un détour pour saluer à l'improviste son « plus ancien et fidèle lecteur ». Il est accueilli par un homme plus jeune que lui et un peu fruste, à peine surpris de la visite. Bech s'étonne de ne pas voir ses livres sur les étagères. Forcé par la délicate situation, Federbusch lui explique qu'ils sont stockés dans une armoire à l'abri de la lumière, parmi des dizaines d'autres, également non lus et signés, d'auteurs américains contemporains tels que Truman Capote, Philip Roth ou Norman Mailer qui tous constitueront le seul héritage de son neveu…

La signature réelle de l'auteur.

Bech reçoit la proposition d'un éditeur pour la réédition dans une collection « classique » de son dernier roman Frère cochon nécessitant la dédicace individuelle de 28 500 exemplaires pour 1,5 $ chacun ; l'éditeur lui indique que ce travail se ferait tous frais payés sur une durée de quinze jours dans un complexe hôtelier d'une île des Caraïbes avec un assistant de son choix, présence nécessaire pour manipuler les inserts à signer. Bech accepte et propose à Norma Latchett, qui est toujours plus ou moins une amie-amante occasionnelle, de lui tourner les feuillets. Rapidement, le rythme des nécessaires 2000 signatures/jours décroit sous la pression des attractions balnéaires et de l'ennui de l'activité. Alors qu'il doit attaquer la dernière rame de 500 pages, Bech devient soudain incapable de signer son nom.

### Bech «tiers-mondise»

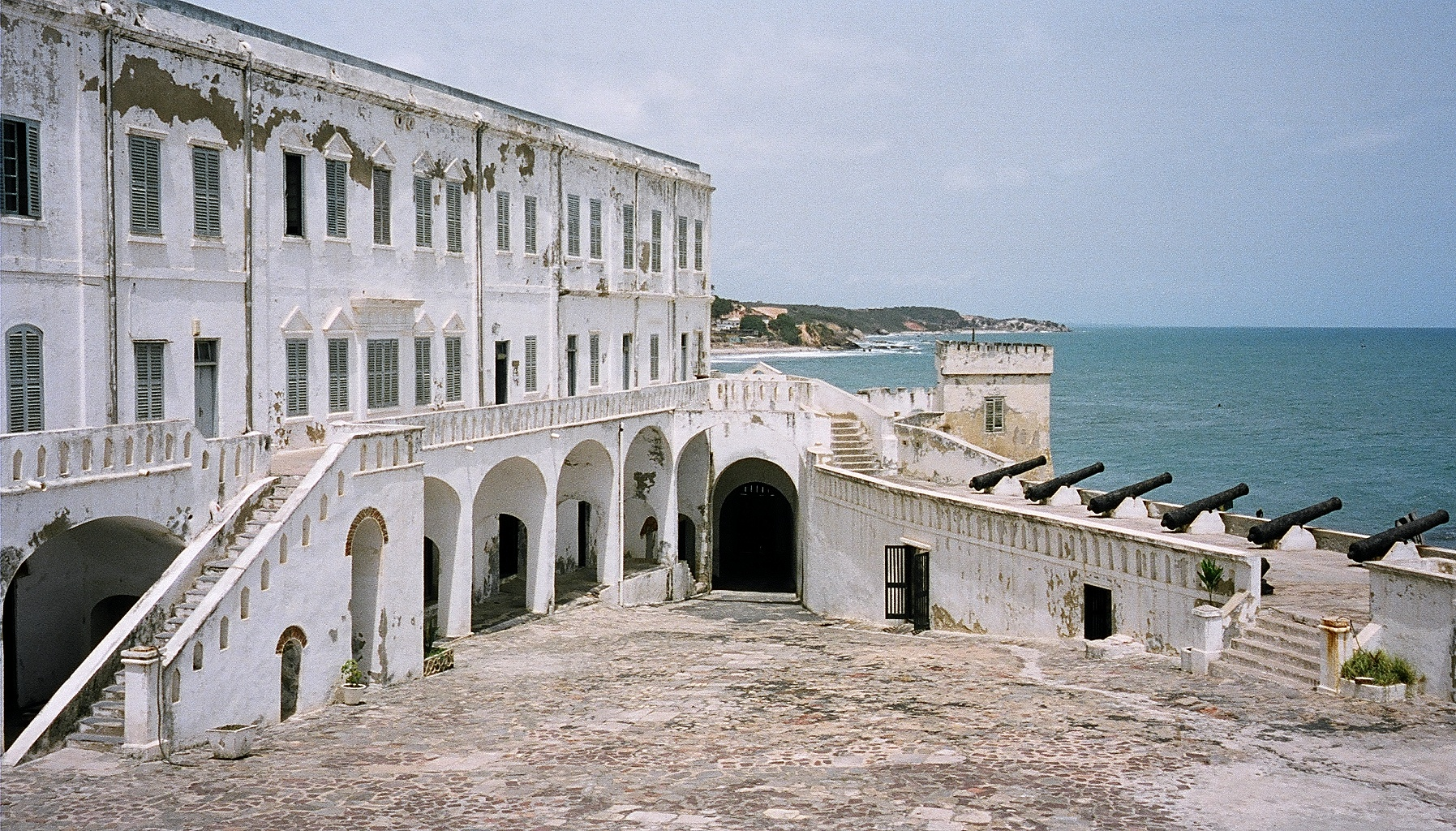
Le fort de Cape Coast au Ghana visité par Bech.

Reproduisant son voyage diplomatico-culturel de la fin des années 1960 dans différents pays d'Europe de l'Est, Bech entreprend durant les années 1970, sous l'égide des missions culturelles américaines de certains pays du « Tiers Monde », un voyage en Afrique, en Amérique du Sud, et en Asie, pour présenter ses ouvrages et rencontrer des écrivains régionaux lors de conférences organisées par l'ambassade américaine du pays. Il voyage ainsi à Cape Coast au Ghana, à Lagos au Nigéria, à Nairobi au Kenya, à Dar es Salaam en Tanzanie, à Séoul en Corée du Sud, à Caracas au Venezuela, faisant d'étonnantes rencontres le poussant à réfléchir sur son statut d'écrivain américain n'ayant pas produit d'ouvrages majeurs depuis de nombreuses années.

### Australie et Canada
Bech se remémore, dans des souvenirs étroitement intriqués, deux voyages qu'il a fait pour la promotion de ses livres au Canada et en Australie. À Toronto, il est l'invité d'une émission télévisée dont la productrice, Glenda, se montre rapidement sensible au charme de l'auteur New Yorkais et à ses réparties. Elle l'invite à visiter la ville, à diner, et enfin à passer la nuit chez elle. À Sydney, ce sont deux jeunes femmes, Hannah et Moira, chargées elles aussi de le guider dans la ville après également une émission télé qui lui font découvrir les activités de la baie et finissent par l'inviter à diner chez elles et flirter avec lui.

### La Terre Sainte

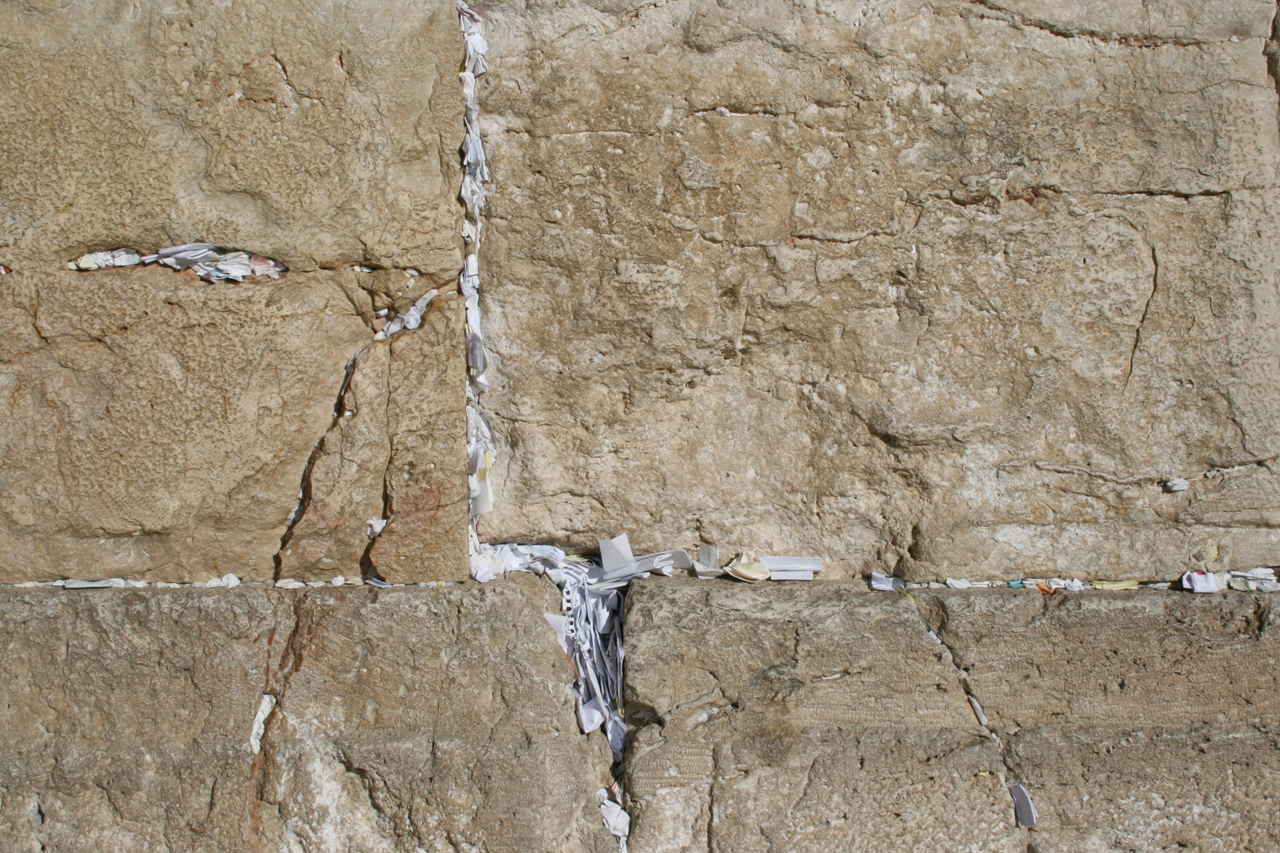
Le mur des Lamentations.

Bech a fini par épouser Bea Latchett et s'installer avec elle, et ses trois enfants d'un précédent mariage, à Ossining, comté de Westchester, dans le sud-est de l'État de New York. Ensemble, ils font un voyage en Terre Sainte, à Jérusalem guidés par le père Gibergue, un Jésuite qui vit dans la vieille ville, partie sainte pour les trois religions du Livre. Bea, élevée dans la religion protestante, est totalement en joie de ce voyage, vivant intimement et quasi mystiquement les différents lieux saints où vécut et mourut le Christ. Elle tente, en vain de faire partager son émotion à Bech, qui athée et de plus de culture juive ne voit ce qui l'entoure que d'un œil critique. Même le mur des Lamentations du temple de Jérusalem ne lui inspire rien, et c'est littéralement sous la contrainte et l'injonction de sa femme qu'il s'en approche, seul, les femmes n'étant pas autorisées dans cet espace. Bech ne voit finalement autour de lui que marchands du temple et suffoque sous le poids de l'histoire ancienne et récente, avec la place réservée aux Palestiniens en ce lieu. Bea extatique est à Jérusalem une amante désirante et s'inquiète de l'air lugubre de son mari qui ne souhaite lui qu'une seule chose partir au plus vite.

### Macbech

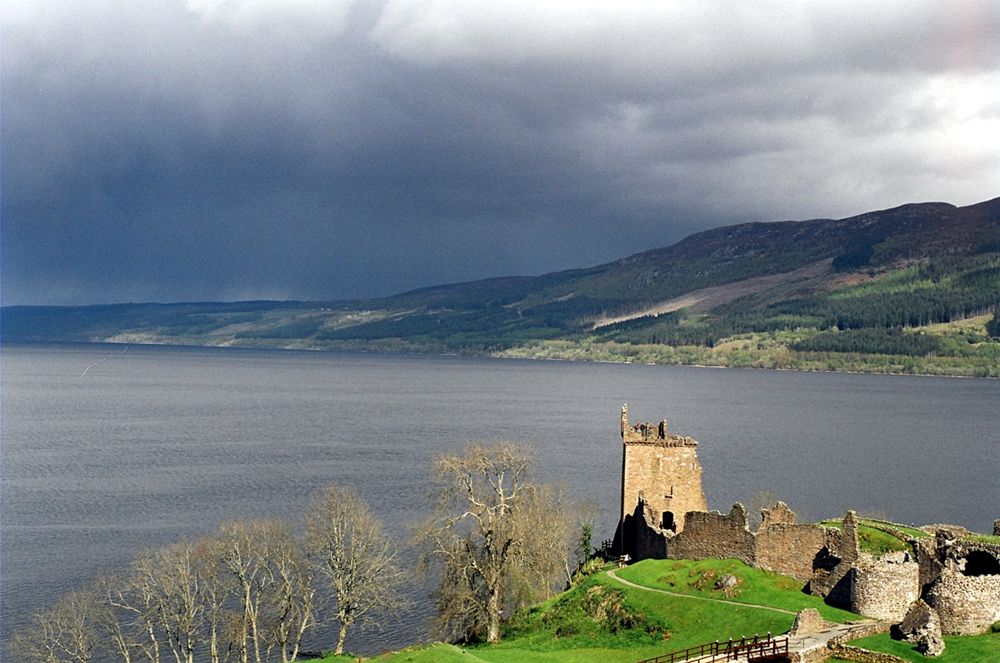
Vue du loch Ness et des Highlands en Écosse.

Bech et Bea décident de partir quelques jours en vacances dans le nord de l'Écosse d'où est originaire une partie de la famille de la jeune femme du côté de sa mère, une Sinclair des comtés de Sutherland et Caithness. Alors que Jérusalem avait profondément mis mal à l'aise Bech, celui-ci semble paradoxalement de plus en plus s'épanouir à mesure qu'ils montent vers le nord et les lochs, malgré le temps humide, les eaux noires des lacs et les paysages mélancoliques des Highlands. Enthousiaste de son voyage, l'écrivain qui n'a pas produit une ligne depuis des années s'approprie le lieu et l'état d'esprit qui l'anime, se sentant plus Écossais que sa propre épouse malgré ses gènes et sa culture si qui en sont si éloignés. Un soir, celle-ci s'en énerve et finit par exploser de colère contre lui, lui reprochant, en tant qu'auteur, de la « vampiriser » comme un personnage de ses romans. Elle finit par s'interroger sur le bien-fondé de leur mariage.

### Bech époux

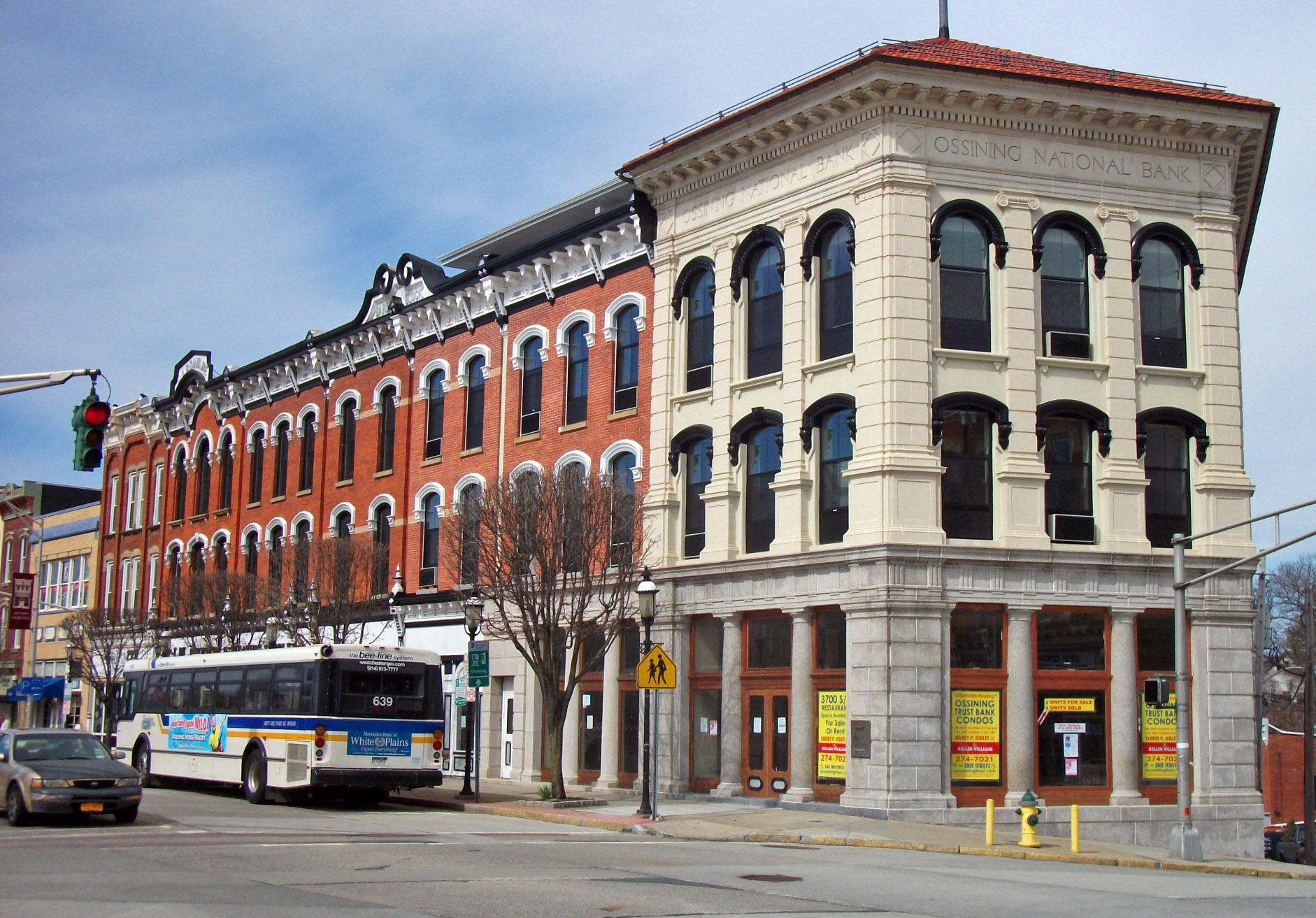
Vue du quartier historique d'Ossining.

Bea a réussi à convaincre Bech de s'imposer des séances quotidiennes strictes d'écritures pour faire avancer son roman Penser grand, laissé à l'état de friche depuis une dizaine d'années. Le couple vit quelques tensions, mais Bech assume toutefois son rôle de beau-père de deux jumelles adolescentes de 18 ans, qui découvrent leur sexualité, au grand dam de leur mère paniquée, et d'un jeune garçon de douze ans qui visiblement à besoin d'une présence masculine manquante. Le roman achevé, Bech contacte son ancienne maison d'édition Vellum dont le personnel a été entièrement renouvelé en quinze ans. Très surprise que Bech ait écrit un nouveau livre, la nouvelle éditrice-en-chef, lui assigne un nouvel éditeur pour les corrections du manuscrit. Celles-ci sont minimes et le roman est publié au bout de quelques mois. Les critiques, sans être enthousiastes, sont bienveillantes et rapidement les ventes sont bonnes ; Penser grand devient un livre de plage à succès pour l'été 1980, touchant principalement un public plutôt jeune. Avec ses droits d'auteur, Bech fait réaliser les travaux nécessaires dans la maison et Bea, dont le succès du roman semble être dans son esprit clairement le sien, pousse son époux à en écrire rapidement un autre pour profiter de la vague et jouir d'un certain confort matériel. Bech est étonné de cette attitude ; Bea et lui sont de moins en moins en phase. Norma, la sœur de son épouse et une ancienne amante, vient leur rendre visite pour signer des papiers. Bech est seul à la maison et Norma rapidement lui donne son sentiment tranchant sur la qualité et le succès de son roman : elle a connu un écrivain d'une autre dimension et Penser grand n'est pour elle qu'un petit roman bâclé et facile, présentant une histoire vieux-jeu à l'eau-de-rose sans intérêt, à l'image de ce qu'est devenue la vie de couple de Bech et de sa sœur, que Norma rend responsable. Loin de s'offusquer de la sévérité du jugement de son ex-maitresse, Bech semble d'accord et soulagé. Les anciens amants s'unissent une nouvelle fois à la sauvette avant l'arrivée de Bea, qui ne manque pas, à son retour, de comprendre immédiatement ce qui vient de se passer.

### Blanc sur blanc
Bech est en cours de procédure de divorce avec Bea qui n'a pas pardonné son unique adultère avec sa sœur Norma. Il est revenu habiter à Manhattan, dans un studio loué sur la 72e rue et paradoxalement retrouve une certaine sérénité au cœur du tumulte de la ville bien qu'éprouvant une certaine nostalgie pour la vie familiale transitoire qu'il a vécu quelques années à Ossining. Invité à une réception mondaine donnée par un photographe qui avait fait ses premiers portraits de jeune auteur à succès 25 ans auparavant, Bech porte un regard étrange et décalé sur ce monde littéraire dans lequel le succès de son livre Penser grand l'a réintroduit.

## Éditions
- (en) Bech Is Back, Alfred A. Knopf Publisher, 1982.
- Bech est de retour, éditions Gallimard, 1984  (ISBN 978-2070701742).
- (en) The Complete Henry Bech, coll. « Everyman's Library », Alfred A. Knopf Publishers, 2001,  (ISBN 0-375-41176-3).